# Good Fortune
Good Fortune är en amerikansk actionkomedifilm som har premiär den 17 oktober 2025. Filmen är regisserad av Aziz Ansari efter ett manus han själv skrivit.

## Handling
Filmen handlar om en man som genom en mystisk kraft får sitt liv bytt med sin rika väns. Han ärver sin väns överdådiga livsstil, medan hans vän upplever hans egna ekonomiska svårigheter.

## Rollista (i urval)
- Keanu Reeves - ängeln Gabriel
- Aziz Ansari
- Seth Rogen - Jeff
- Keke Palmer
- Sandra Oh - en ängel